# زون (برند)
زون (به انگلیسی: Zune) مجموعه ای از محصولات و خدمات رسانه‌های دیجیتالی بود که توسط مایکروسافت از نوامبر ۲۰۰۶ تا زمان قطع آن در ژوئن ۲۰۱۲ به بازار عرضه شد. مجموعه زون شامل چند مدیا پلیر قابل حمل، نرم‌افزار مدیا پلیر برای رایانه‌های شخصی ویندوز، سرویس اشتراک موسیقی معروف به «زون میوزیک پس»، سرویس اشتراک ویدئو تحت عنوان «زون ویدئو» خدمات پخش موسیقی و ویدئو برای کنسول بازی اکس باکس ۳۶۰ از طریق نرم‌افزار زون و نرم‌افزار همگام سازی رومیزی برای سیستم عامل ویندوز فون. در ۲۰۱۰، زون پس از قراردادی وظیفه ارائه موسیقی جاری را برای هواپیماهای یونایتد ایرلاینز را داشت.

## تاریخچه

### ام‌اس‌ان میوزیک
موسیقی و دستگاه زون متعاقب سرویس ام‌اس‌ان میوزیک مایکروسافت بود. ام‌اس‌ان میوزیک در سال ۲۰۰۴ برای رقابت با خدمات آی‌تیونز اپل ایجاد شد. پس از تنها دو سال، مایکروسافت بلافاصله قبل از معرفی زون، ام‌اس‌ان میوزیک را تعطیل کرد.

### نسل اول
اولین نسل دستگاه زون توسط مایکروسافت با همکاری نزدیک توشیبا ایجاد شد و با نام توشیبا ۱۰۸۹ توسعه داده شد و از سال ۲۰۰۶ در کمیسیون ارتباطات فدرال (FCC) ثبت شد.
نسل اول و دستگاه‌های بعدی زون شامل تعدادی از ویژگی‌های شبکه‌های اجتماعی از جمله قابلیت به اشتراک گذاری آهنگ‌ها با سایر کاربران زون به صورت بی‌سیم بود.
سرانجام مدیران پروژهٔ اکس باکس ۳۶۰، سرویس زون مارکت پلیس (به انگلیسی: Zune Marketplace) را جایگزین فروشگاه موسیقی ام‌اس‌ان (به انگلیسی: MSN Music Store) کردند.

### نسل دوم
نسل دوم دستگاه‌های زون ٬۴ زون ٬۸ زون ۸۰ که توسط فلکسترونیکس تولید شده‌اند، یک دکمه به نام زون پد (به انگلیسی: Zune Pad) معرفی کردند که قابلیت‌هایی مثل موس کامپیوتر داشت. نام این دستگاه‌ها برگرفته از حافظه داخلی آن‌ها است بدین شکل که زون ٬۴ ۴گیگابایت حافظه دارد. در همان زمان، نرم‌افزار Zune 2.0 برای رایانه‌های شخصی ویندوز منتشر شد. این نسخه از نرم‌افزار به‌طور کامل دوباره نوشته شد و دارای رابط کاربری جدیدی بود.

### نسل سوم

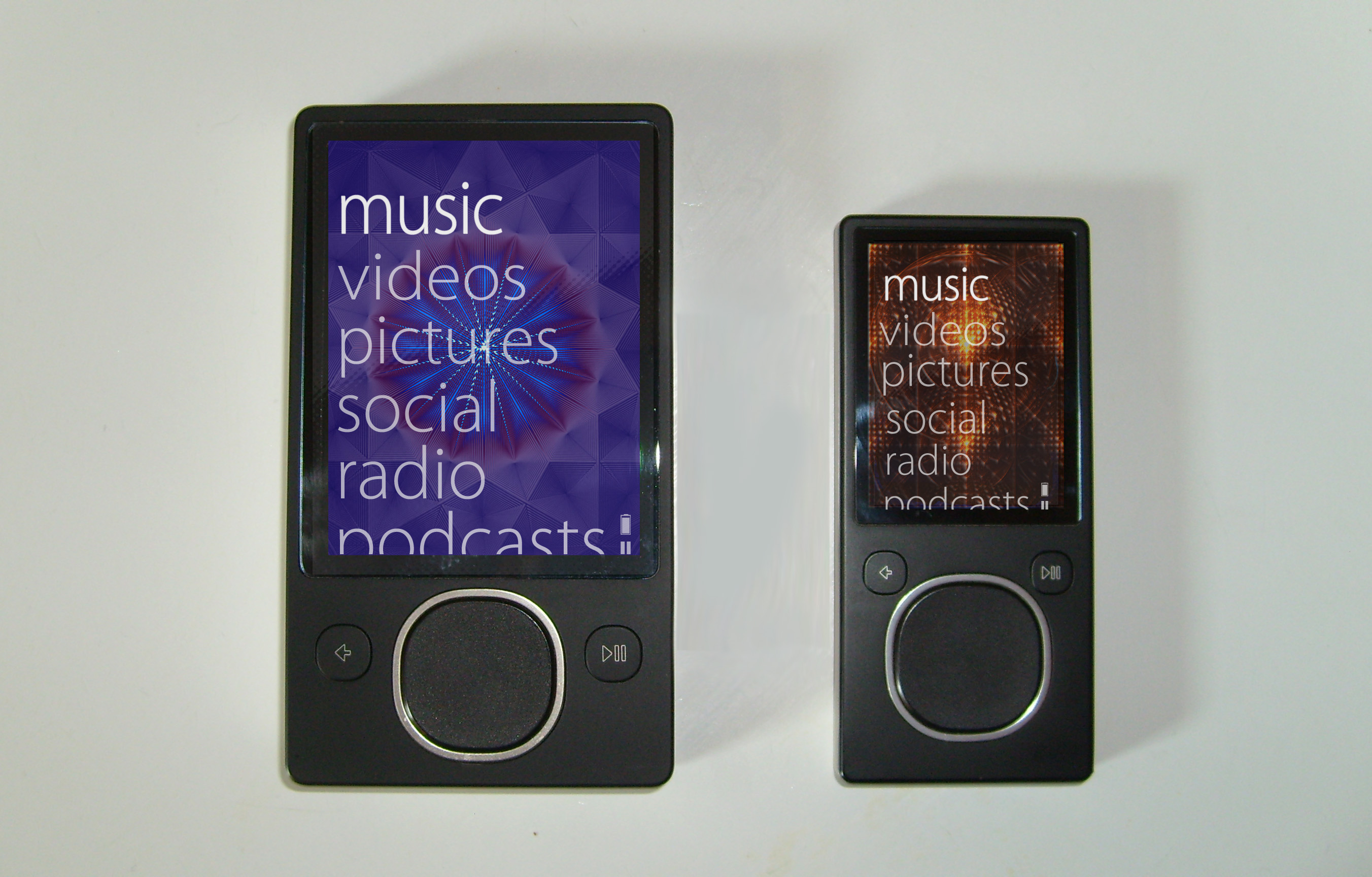
زون ۳۰٬۸۰٬۲۰ و زون ۴٬۸٬۱۶

نسل سوم از دستگاه‌های ۱۶ و ۱۲۰ گیگابایتی منتشر شد. دستگاه‌های جدید زون دارای بازی‌هایی بودند که با استفاده از مایکروسافت اکس‌ان‌ای توسعه یافته شده بودند. نسخه اولیه مایکروسافت اکس‌ان‌ای به کاربر این اجازه را می‌داد که در دستگاه‌های زون بازی‌های مخصوص را اجرا کند. این نسل شامل یک مدل ۱۲۰ گیگابایتی بود، یکی از بزرگ‌ترین ظرفیت‌های ذخیره‌سازی که تا کنون برای پخش کننده رسانه قابل حمل منتشر شده‌است.

### نسل چهارم
در نسل چهارم نرم‌افزار Zune 4.0 برای پشتیبانی از دستگاه جدید زون اچ‌دی منتشر شد. علاوه بر این، برای مشترکان زون پس امکان پخش آهنگها از طریق مرورگر وب رایانه فراهم شد. این اولین سیستم عامل برای خط زون بود که ویژگی‌های جدیدی را برای مدلهای قدیمی زون ارائه نمی‌کرد. این مدل‌ها با نسخه ۳٫۲ به روزرسانی سیستم عامل را دریافت کردند.

### لغو دستگاه‌های زون
در ۱۵ مارس ٬۲۰۱۱ بخاطر این که زون نتوانست سهم قابل توجهی از بازار را بگیرد و در برابر آی‌پاد شکست خورد، مایکروسافت اعلام کرد که مدل جدیدی از زون دیگر توسعه نمی‌یابد اما دستگاه‌ها فروخته می‌شوند.